# Одаја Богдана (Васлуј)
Одаја Богдана (рум. Odaia Bogdana) насеље је у Румунији у округу Васлуј у општини Фалчу. Oпштина се налази на надморској висини од 42 m.

## Становништво
Према подацима из 2002. године у насељу је живело 380 становника, од којих су сви румунске националности.